# Regate

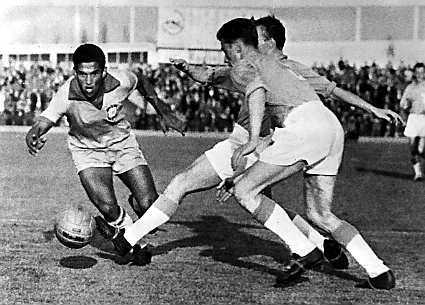
El brasileño Garrincha (izquierda), considerado el «mejor regateador del fútbol» según aficionados, exfutbolistas y especialistas internacionales.

El regate es una habilidad individual, característica de varios deportes de pelota, que consiste en realizar movimientos y amagues con diferentes partes del cuerpo (pies, piernas, cadera, brazos o manos) en posesión del balón, con el fin de eludir a un contrario y evitar la pérdida del mismo. Es conocido también como dribbling (del inglés dribble: babear, gotear, regatear [un balón]), un anglicismo que indica una ejecución rápida, imprevisible e incontrolable para el adversario.
En países hispanohablantes tiene diversas denominacionesː gambetear, llevar, desequilibrar, fintar, burlar, cabrear, driblar, adornar, esquivar, eludir, despistar o afiligranar. El regate está presente, en mayor o menor medida, en todos los estilos de juego. Generalmente, la ejecución del regate provoca la ovación de los espectadores.

## Fútbol
En el fútbol, el regate es una de las habilidades más difíciles de dominar y uno de los movimientos usuales más útiles en ataque. Este consiste, principalmente, en inducir un desequilibrio en el rival para poder eludirlo.
Las primeras referencias al regate provienen de relatos de partidos de fútbol en el medioevo inglés. Por ejemplo, el escritor Geoffrey Chaucer ofreció una alusión a tales habilidades con el balón en la Inglaterra del siglo XIV. En los Los cuentos de Canterbury (escrito poco tiempo después de 1380) usa la siguiente línea: "rueda bajo los pies como una pelota".
De manera similar, al final del siglo XV, fue descubierto un relato en latín de un partido de fútbol que se jugó en Cawston, Nottinghamshire, Inglaterra. Este relato está incluido en una colección de manuscritos de los milagros del rey Enrique VI de Inglaterra. Aunque la fecha precisa es incierta, se sabe que proviene entre los años 1481 y 1500. Este es el primer relato de un "juego de patadas" exclusivamente y la primera descripción de un regate: "[e]l juego en el que se habían reunido para la recreación común es llamado, por algunos, el juego de fútbol, en el que los jóvenes en el campo de juego, empujan una pelota enorme no lanzándola al aire, sino golpeándola y hábilmente haciéndola rodar por el suelo, y esto no con las manos sino con sus pies pateando en direcciones opuestas". Se sabe que las habilidades de regatear eran una parte clave de muchos partidos de fútbol del siglo XIX en las escuelas públicas inglesas y la primera referencia a los pases de balón se produjo en las reglas de 1863 de la Asociación Inglesa de Fútbol.
En el juego típico, los jugadores intentan impulsar el balón hacia la portería de sus oponentes a través del control individual del balón. El regate es, a menudo, invaluable; especialmente en la tercera parte de un lanzamiento o en las bandas, donde tienen lugar la mayoría de los ataques. Este recurso crea espacio en situaciones difíciles en las que el regateador está marcado (muy protegido por uno o varios defensores), y puede anotar o crear oportunidades de gol después de un regate exitoso.
Las técnicas al momento de ejecutar un regate son infinitas y básicamente se tratan de movimientos improvisados por medio de fintas o maniobras. Con el tiempo, algunas de ellas han tomado identidad propia, como el túnel, el amago, la bicicleta y la pisadita. Otras suelen ser consideradas regate, como el taquito y la rabona, aunque en ciertos casos, no lo son, ya que pueden convertirse en un pase en el primer caso y en un disparo en el segundo, ambas técnicas realizadas con engaño, mientras que el regate es un recurso en el que, el balón, permanece en poder del jugador, luego de haber superado o desequilibrado al rival.
El regate es una alternativa al pase, que se presenta en el momento en que el jugador que posee el balón se enfrenta con un rival. Esta alternativa requiere de una habilidad especial, que no siempre se presenta en todos los jugadores. Pocos puede gozar de esta habilidad y sólo los mejores lo desarrollan a la perfección. [cita requerida]
Dependiendo del tipo de regate, encontraremos también al tipo de jugador, incluso hay jugadores capaces de desarrollar cualquier tipo de regate al encontrarse en ellos la coordinación, velocidad, fuerza y habilidad necesarias. Se suele decir que ellos son los mejores jugadores de su momento.
El brasileño Ronaldinho a menudo empleaba elaboradas tácticas y movimientos, como la «elástica», para vencer a los defensores.Algunos jugadores prefieren superar a sus contrincantes con velocidad y físico, como lo solía hacer el extremo galés Gareth Bale. Otros, van directamente a los oponentes y buscan pasarlos directamente con un caño (patear el balón entre sus piernas), como el uruguayo Luis Suárez, mientras que los más versátiles pueden usar amagues, control, agilidad o aceleración para evadir barridas, como el argentino Lionel Messi.
Si el regate no se domina o si no es útil, puede resultar en la pérdida de la posesión, ya sea cuando el balón es interceptado o barrido por parte de un defensor. El abuso del regate como recurso futbolístico y la pérdida del balón a causa de ello, suele ser criticado, tanto por aficionados como por los mismos jugadores que seguramente, esperaban el pase.
Un regateador habilidoso suele ser difícil de despojar; las entradas fallidas (que no llegan al balón) pueden dar lugar a una situación ventajosa de tiro libre y una amonestación para el infractor en forma de tarjeta penal. En la Copa Mundial de 2018, el extremo belga Eden Hazard, estableció un récord mundial de regates exitosos completados en cualquier partido de la Copa Mundial desde 1966, con una tasa de éxito del 100 % en diez regates contra Brasil.
En definitiva, hay miles de regates diferentes dependiendo de la calidad del jugador que lo hace y de la situación en la que se encuentre. Sin embargo, actualmente queda claro que el regate es el activo más importante a la hora de ofrecer espectáculo a los aficionados de todo el mundo.

### Tipos de regate en el fútbol

#### El clásico
Es el regate tradicional, consiste en el súbito movimiento del pie para controlar el balón, salir por derecha o izquierda y eludir al adversario. El problema del marcador radica en no saber por dónde saldrá el atacante. Es el regate propiamente dicho y uno de los recursos futbolísticos básicos que todo jugador deberá ejecutar alguna vez.
| Jugadores que lo popularizaron: - Arsenio Erico - José Manuel Moreno - Félix Loustau - Stanley Matthews - Alfredo Di Stéfano - Ladislao Kubala - Pelé - Eusébio - Garrincha - Omar Sívori - George Best - Orestes Corbatta - Tostão - Johan Cruyff - Roberto Rivellino - Beto Alonso - Ricardo Bochini - Zico - Carlos Caszely - Diego Maradona - Enzo Francescoli - Roberto Carlos - Ariel Ortega - Romário - Ronaldo - Zinedine Zidane - Luís Figo - Juan Román Riquelme - Ronaldinho - Gareth Bale - Carlos Tévez - Marcelo Vieira |
| Jugadores que actualmente utilizan este tipo de regate: - Lionel Messi - Neymar - Robert Lewandowski - Maxi Rodríguez - Alexis Sánchez - Luis Suárez - Cristiano Ronaldo - Erling Haaland - Zlatan Ibrahimović |

#### El autopase
Es el regate más utilizado en movimiento. Se basa en un principio muy sencillo, tocar el balón a un espacio libre, fuera del alcance del defensa para luego recuperar la posesión del balón. Se realiza cuantas veces sea necesario. Es muy común usarlo en contragolpes, se requiere de grandes dotes físicas, dominio de espacios libres, velocidad y un control óptimo del balón para dominarlo en movimiento.
| Jugadores que lo popularizaron: - Pelé - Beto Alonso - Diego Maradona - Johan Cruyff - Ricardo Bochini - Enzo Francescoli - Ruud Gullit - Luís Figo - Romário - Ronaldo - Ariel Ortega - Zinedine Zidane - Rivaldo - Thierry Henry - Dennis Bergkamp - Roberto Carlos - Carlos Tévez - Mesut Özil - Gareth Bale - Arjen Robben - Jefferson Farfán |
| Jugadores que actualmente utilizan este tipo de regate: - Ronaldinho - Maxi Rodríguez - Cristiano Ronaldo - Lionel Messi - Luis Suárez - Neymar - André Carrillo - Juan Carlos Arce - Willian - Alexis Sánchez |

#### El cambio de ritmo
Consiste en el cambio súbito de velocidad en donde se aprovecha de la técnica y rapidez para superar al adversario. A fuerza de pararse y seguir, se definió esta forma de regate que popularizó el neerlandés Johan Cruyff en los años 1970. Este futbolista, haciendo uso del cambio de ritmo, realizó en la  Copa Mundial de Fútbol de 1974, un regate conocido como «giro de Cruyff» contra el futbolista sueco Jan Olsson.
| Jugadores que lo popularizaron: - Pelé - Johan Cruyff - Teófilo Gutiérrez - Ricardo Bochini - Ronaldinho - Diego Maradona - Emilio Butragueño - Roberto Baggio - Ariel Ortega - Rivaldo - Raúl González Blanco - Luís Figo - Zinedine Zidane - Juan Román Riquelme - Carlos Tévez - Gareth Bale - Mesut Özil - Francesco Totti - Pablo Daniel Escobar - Kaká - Jean Paul Canniggia - Thierry Henry |
| Jugadores que actualmente utilizan este tipo de regate: - Andrés Iniesta - Zlatan Ibrahimović - Nani - Vinícius Júnior - Cristiano Ronaldo - Neymar - Juan Carlos Arce - Alexis Sánchez |

#### El freno
En el freno el jugador viene controlando el balón con velocidad y súbitamente, se detiene en seco y cambia de dirección. En los años 1960, el brasileño Garrincha era un especialista en este estilo de regate, frenaba y cambiaba de dirección con suma facilidad. Este estilo es muy utilizado por quienes juegan por las bandas, cuando llegan con velocidad y frenan repentinamente para dirigirse por un extremo del campo o en diagonal.
| Jugadores que lo popularizaron: - Garrincha - Johan Cruyff - Hugo Sánchez - Jairzinho - Orestes Corbatta - Franck Ribéry - Ronaldinho - Hugo Sotil - René Houseman - Carlos Caszely - Marc Overmars - Sergio Agüero - Carlos Tévez - Ariel Ortega - Luís Figo - Juan Román Riquelme - Mesut Özil - Gareth Bale - Mauro Camoranesi |
| Jugadores que actualmente utilizan este tipo de regate: - Alexis Sánchez - Marcelo Vieira - Lionel Messi - Cristiano Ronaldo - Neymar |

#### El sombrero
El sombrero o vaselina es un regate que consiste en controlar rápidamente la pelota con la punta del pie, pasarla por encima del defensor para despistarlo y recuperar el control de la pelota. Es una especie de autopase pero por el aire. Fue popularizado por el brasileño Pelé durante toda su carrera, siendo probablemente el más famoso, el que realizó y terminó en gol en la final de la Copa Mundial de Fútbol de 1958, en Suecia, contra los locales.
| Jugadores que lo popularizaron: - Pelé - Paulo Roberto Falcão - Beto Alonso - Diego Maradona - Ronaldinho - Dennis Bergkamp - Marco van Basten - Gonzalo Higuaín - Sebastián Abreu - Francesco Totti - Raúl González Blanco - Thierry Henry - "Mágico" González - Michel Platini - Zinedine Zidane - Dragan Džajić - Carlos Tévez - Garrincha - Ariel Ortega - Djalminha - Augustine Okocha - Cafú - Juan Sebastián Verón - Arjen Robben - Juan Román Riquelme - Joaquín Botero - Gareth Bale - Roberto Carlos |
| Jugadores que actualmente utilizan este tipo de regate: - Lionel Messi - Zlatan Ibrahimović - Neymar - Luka Modrić - James Rodríguez - Cristiano Ronaldo - Radamel Falcao - Henry Vaca - Damian Lizio - Marcelo Vieira |

#### El túnel
Este regate consiste en pasar el balón entre las piernas del rival, realizando un caño o túnel y dejando atrás al defensor. Se ejecuta normalmente cuando el adversario queda en desventaja y el jugador tiene espacio libre y velocidad para recuperar la posesión del balón.
| Jugadores que lo popularizaron: - Pelé - Beto Alonso - Diego Maradona - Johan Cruyff - Carlos Tévez - Gareth Bale - Jorge Valdivia - "Mágico" González - Ronaldo - Zinedine Zidane - Kaká - Ronaldinho - Luís Figo - Juan Román Riquelme - Ariel Ortega |
| Jugadores que actualmente utilizan este tipo de regate: - Neymar - Lionel Messi - Cristiano Ronaldo - Luis Suárez - Javier Andrés Sanguinetti - Juan Carlos Arce                                                                                        |

#### El arcoíris
El arcoíris consiste en levantar con el talón el balón por detrás y hacerlo pasar por encima del defensor. Es decir, mientras la pelota se encuentra en el aire, el atacante sobrepasa al defensor.
| Jugadores que lo popularizaron: - Beto Alonso - Osvaldo Ardiles - Gabriel Batistuta - Ronaldinho - Ronaldo - Djalminha |
| Jugadores que actualmente utilizan este tipo de regate: - Neymar - Douglas Costa - Vinicius Junior                     |

#### La rabona
Este regate es un método de tiro, ya sea a portería, pase o centro, en el que la pierna que golpea el balón pasa por detrás de la pierna que soporta todo el peso del cuerpo, es decir, cruzando ambas piernas. Existen varias razones por las que un jugador opta por golpear de esta manera el balón: por ejemplo, un delantero zurdo se acerca hacía la portería escorado ligeramente hacía la banda derecha, pensando que su lanzamiento con la pierna derecha no puede llegar a tener una potencia o precisión adecuada, optará por efectuar dicho regate en este caso.
| Jugadores que lo popularizaron: - Pelé - Garrincha - Cristiano Ronaldo - Ronaldinho - Roberto Carlos - Matías Fernández - Matías Urbano |
| Jugadores que actualmente utilizan este tipo de regate: - Neymar - Zlatan Ibrahimović - Alexis Sánchez                                  |

#### La bicicleta
La bicicleta es un movimiento empleado para engañar al marcador, haciéndole creer que el atacante en posesión de la pelota se moverá en una dirección que no pretende seguir en realidad. Originalmente, fue un movimiento habitual de leyendas como Pelé y Garrincha y fue repopularizado a finales de los años 1990 por Ronaldo. En la final de la Copa Mundial de Fútbol de 1998, Denílson puso este movimiento en práctica ante el francés Emmanuel Petit, con una serie de seis pedaleadas antes de enviar el balón al poste izquierdo de la portería francesa. Las bicicletas se combinan de esta manera para crear un efecto desconcertante en las defensas contrarias y a veces, se emplean con la intención de conseguir faltas a favor del borde de área o penaltis.
La «bicicleta interna» o «bicicleta de Rivelino» es una variante de la bicicleta común, la cual consiste en que en vez de realizar el movimiento de simular pedalear hacia fuera, se realiza hacia dentro; ocupando un pie para el amague y el otro para pasar el balón internamente hacia el lado contrario y conduciendo velozmente el balón con el exterior del pie con el que se hizo el amague. La hizo conocida el brasileño Rivelino durante la década de 1970.
| Jugadores que lo popularizaron: - Pedro Calomino (posible creador) - Pelé - Garrincha - Denílson de Oliveira - Ronaldo - Ronaldinho - Luís Figo - Ryan Giggs - Rivaldo - Zinedine Zidane - Gareth Bale - Robinho - Franck Ribéry - Dani Alves                    |
| Jugadores que actualmente utilizan este tipo de regate: - Cristiano Ronaldo - Zlatan Ibrahimović - Nani - Neymar - Luka Modrić - Juan Carlos Arce - Ángel Di María - Willian - Alexis Sánchez - Kylian Mbappé - Mohamed Salah - Vinicius Junior - Marcelo Vieira |

#### La elástica
La elástica o látigo (o flip flap en inglés) consiste en llevar el balón pegado al pie, formando una curva hacia la izquierda o derecha, ofreciéndole el balón al marcador casi en el medio de sus piernas para luego con el borde interno del pie llevar el balón hacia afuera, es justo en este momento donde el cuerpo se abalanza en la misma dirección elegida, engañando al marcador. Para efectuar correctamente la maniobra es necesaria una gran potencia en el muslo y una enorme capacidad de giro y elasticidad en el tobillo. En los años 1970, el brasileño Roberto Rivelino fue el primero en ser reconocido por este magnífico tipo de regate. En los años 1980, caracterizó al salvadoreño "Mágico" González y al peruano Julio César Uribe. En los años 1990, el brasileño Ronaldo la mostró en Europa y en la década pasada, su compatriota Ronaldinho la perfeccionó y popularizó a nivel mundial.
La «triple elástica» es una variante de la elástica común, la cual consiste en golpear levemente el balón con la parte interna del pie dominante hacia el lado débil, al mismo tiempo dar un pequeño salto hacia ese mismo lado con el pie de apoyo, luego se empuja hacia afuera el balón con la parte externa del pie dominante. Luego, antes de que el balón se pierda, se debe empujarlo hacia dentro con la parte interna del pie dominante y al mismo tiempo dar un ligero salto en diagonal hacia adelante con el otro pie; de esta manera el pie dominante y balón podrán cruzar por la pierna que dio el salto. Por último, se debe cambiar la dirección del balón, golpeándolo con la punta del pie dominante hacia el lado fuerte ligeramente en diagonal; acción que burlará al oponente ya que no sabrá hacia que dirección correrá el regateador.
| Jugadores que lo popularizaron: - Sérgio Echigo (creador) - Roberto Rivellino - Ronaldo - Ronaldinho - Julio César Uribe - "Mágico" González                                                                                              |
| Jugadores que actualmente utilizan este tipo de regate: - Andrés D'Alessandro (variante) - Zlatan Ibrahimović - Cristiano Ronaldo - Neymar - Juan Carlos Arce - Douglas Costa - Willian - Kylian Mbappé - Mohamed Salah - Vinicius Junior |

#### La ruleta marsellesa
La ruleta marsellesa (o doble pisada en Hispanoamérica) consiste en encarar al jugador contrario sin perder velocidad ni posesión sobre el balón, se pisa con la planta del pie el balón, rápidamente, el cuerpo efectúa una rotación por encima de la pelota, el pie que pisaba el balón se apoya en el suelo, y finalmente, con la planta del otro pie, se arrastra el balón y concluye la rotación; consiguiendo así, ubicarse detrás del balón y dejar atrás al jugador contrario. El francés Zinedine Zidane era un realizador habitual de la maniobra.
| Jugadores que lo popularizaron: - José Farías (creador) - Zinedine Zidane - Luís Figo - Thierry Henry - Andriy Shevchenko - Ruud van Nistelrooy - Juan Román Riquelme - Rubén Pereira - Michael Laudrup - Ronaldinho - Didier Drogba - Diego Armando Maradona - Kaká - Gareth Bale - Robert Prosinečki - Carles Puyol - Mesut Özil |
| Jugadores que actualmente utilizan este tipo de regate: - Zlatan Ibrahimović - Cristiano Ronaldo - Luka Modrić - Neymar - Memphis Depay - Isco - Thiago Alcántara - Julian Draxler - Juan Carlos Arce |

#### La cola de vaca
En la cola de vaca el jugador está de espaldas contra el defensa y simultáneamente, gira el cuerpo a 180° y mantiene controlada, con fuerza y velocidad, la pelota en contacto con la punta del pie. Esta jugada fue popularizada por el brasileño Romário.
| Jugadores que lo popularizaron: - Romário - Ronaldinho - Pelé                                                           |
| Jugadores que actualmente utilizan este tipo de regate: - Ricardo Oliveira - Neymar - Vinícius Júnior - Fernando Torres |

#### La croqueta
La croqueta, también conocido como regate de la cuerda, consiste a balón parado o en movimiento, tocar el balón con el interior del pie dejando atrás al adversario y, rápidamente tocar con el interior del otro pie para finalmente evadir a un último marcador. Se requiere cierto dominio del interior de ambos pies, velocidad y buen control del balón. Se desconoce quién creó este regate, pero Pelé ya lo utilizaba en los años 1960, fue popularizado por el danés Michael Laudrup en los años 1990 y actualmente fue perfeccionado por el español Andrés Iniesta que es considerado su mayor exponente.
| Jugadores que lo popularizaron: - Pelé - Emilio Butragueño - Michael Laudrup - Zinedine Zidane                                        |
| Jugadores que actualmente utilizan este tipo de regate: - Neymar - Andrés Iniesta - Lionel Messi - Isco - Diego Costa - Santi Cazorla |

#### El abracadabra
Conocido también como hocus pocus. El balón está detrás del jugador e inmediatamente, con el pie libre se pasa la pelota por detrás del otro pie (pie de apoyo). Luego, con el exterior o la punta del pie libre, se pasa el balón por delante formando un ángulo de 45°, concluyendo una rabona.
| Jugadores que lo popularizaron: - Claudio Borghi - Ronaldinho - Rodrigo Taddei - Joaquín Sánchez Rodríguez - Eden Hazard - Neymar - Ángel Di María - Alexis Sánchez - Cristiano Ronaldo |
| Jugadores que actualmente utilizan este tipo de regate: - Neymar |

#### Otros
- Dominada: la dominada o la «21», es el regate más básico y típico del fútbol, el cual consiste en dar pequeños y seguidos golpes al balón en el aire (con cualquier pie y/o intercambiándolos), sin que se caiga (toque el piso) o se dirija a otro lado. En el fútbol callejero o fútbol sala es común contar las veces en la que el balón es pateado.[29]
- Espuela: consiste en golpear el balón a media altura con el exterior del pie o con el talón manteniendo la pierna flexionada. En el momento del impacto, la rodilla debe quedar por debajo del pie. Esta técnica sirve para controlar el balón, redirigir su curso, dar un pase o rematar a portería. Recibe su nombre dado que se golpea con la parte del pie donde se colocan las espuelas. Es usado con frecuencia por los brasileños Vinícius Júnior y Neymar, así como anteriormente por Ronaldinho.[30]
- Falsa rabona: como su nombre lo dice, consiste en realizar un enganche en velocidad con la pierna que golpea el balón lateralmente por detrás de la de apoyo —no pateando hacia adelante como en una «rabona»—, regresándolo y dejando al rival a contrapié.[31][32]
- El ocho: siendo una forma de autopase, consiste en echar el cuerpo hacia un lado, ya sea izquierda o derecha, mientras el oponente esté al frente para hacerle creer que el usuario va hacia esa dirección. Después se patea el balón hacia el otro lado y rápidamente se va por el por el lado hacia donde se pretendía ir y se sigue jugando.[33]
- Foquinha: consiste en elevar el balón y correr dando toques a este con la cabeza, al igual que una foca a una pelota, de ahí el nombre. Para su perfecta ejecución es necesaria una buena coordinación y control del balón. Popularizada por el argentino Diego Armando Maradona, y posteriormente por el brasileño Kerlon Moura, este regate es muy eficaz debido a la capacidad de trasladar el balón sin perderlo o que sea quitado, ya que para esto último es necesario que el rival dé una patada o un cabezazo al balón, lo que provocaría una lesión al mismo o una falta contra el regateador.[34]
- Gravesinha: la «gravesinha» es un regate inusual, realizado por el danés Thomas Gravesen durante un partido del Real Madrid contra el Sevilla en la temporada 2005/06 de la Primera División de España, que consiste en hacer rodar el balón, correr hacia él y, en un aparente tropiezo, flexionar una pierna hasta el suelo, recibiendo todo el peso del cuerpo en la misma, y en simultaneidad simular, con el pie de la otra pierna, querer golpearlo (tiro falso) amagando así al oponente, e inmediatamente levantarse para finalmente patear el balón. Efectuar esta maniobra, la cual requiere coordinación, agilidad y rapidez, puede resultar peligroso, quedando expuesto a sufrir una rotura de rótula y ligamentos.[35] Debido a aquello y/o a la dificultad de imitar, es un regate que ha sido realizado en el fútbol profesional únicamente por dicho jugador, quedando en la historia del deporte.[36]
- Ranita: consiste en agarrar el balón con ambas piernas (sosteniéndolo) y saltar hacia adelante con él para poder desplazarse. Dicha posición se asemeja a una rana, de ahí su nombre. Es usado más comúnmente en el fútbol callejero.[29]
- Rebote interior: como su nombre lo indica, consiste en hacer rebotar el balón con la parte interna del botín para lograr un pase o un autopase.[29]
- Regate del árbitro: poco convencional y raro, consiste en regatear, mayoritariamente de croqueta, bicicleta o túnel, a un rival con el árbitro en medio de la jugada. Señalado como su creador, el argentino Lionel Messi es uno de los exponentes de esta maniobra.[37]
- Regate del banderín: se basa simplemente en realizar cualquier tipo de regate en el área del banderín (donde se efectúa el saque de esquina), zona particular en la que de ocuparse mucha fuerza al patear el balón o tener poco control del mismo provocaría su salida de la cancha.[29][38]
- Regate invisible: consiste en, como su nombre lo señala, realizar movimientos de regate con las piernas o el cuerpo, teniendo en frente al balón pero sin tocarlo. Al igual que el regate del árbitro, Lionel Messi es indicado como su creador, quien lo usa ocasionalmente para engañar a un defensor o portero y provocar su caída al intentar quitar el balón.[39]
- Tiro al vacío: este regate consiste en fingir patear potentemente en detención levantando una pierna frontalmente con vehemencia que forma un ángulo recto con la vertical, pasando el pie por el lado del balón, mientras el rival voltea la cara para seguir su aparente trayectoria o se cubre como reflejo.[40] Causa generalmente la risa de los espectadores, por lo que ocasionalmente el autor recibe una «falta violenta» al parecer una burla.[41]
- Tiro falso: como su nombre indica, consiste en simular un tiro a portería, un pase largo o centro, pero sin realizarlo, engañando así al oponente. Su función es principalmente eludir o amagar un posible defensor que esté marcando muy cerca —o en el caso del portero, hacer que se tire al piso—, y realizar el tiro de forma tranquila y que sea efectivo.[29]
- Zamorana: aunque más que un regate es un saque de puerta, por ende solo lo puede realizar el portero, la «zamorana» consiste en elevar el balón y, antes que caiga, darle un golpe fuerte con el codo o el antebrazo, reemplazando de esa manera un saque con la mano o el pie. Fue creada por el español Ricardo Zamora.[22]

## Baloncesto
En baloncesto, regatear es hacer rebotar la pelota en el suelo continuamente con una mano a la vez.  Es la única forma legal en que un jugador puede mantener la posesión del balón mientras camina o corre. Las reglas originales del profesor de educación física y entrenador James Naismith no decían nada sobre regatear, simplemente afirmaban que pasar el balón era la forma legal de hacerlo avanzar. Los jugadores pronto desarrollaron la estrategia de "pasarse a sí mismos", que el propio Naismith respaldó y admiró por su ingenio, y que evolucionó hasta convertirse en el regate como se conoce en la actualidad. El primer equipo conocido en realizar regates fue la Universidad de Yale en 1897.
El regate permite un avance mucho más rápido y, por lo tanto, más oportunidades de marcar un punto. También brinda una oportunidad para que un jugador astuto del equipo contrario "robe" el balón en medio del rebote. Una vez que un jugador deja de regatear el balón y lo sostiene, normalmente debe pasárselo a otro jugador o realizar un tiro; si el jugador regatea y luego sujeta el balón de cualquier forma (ya sea agarrándolo con las manos o los brazos, o "palmándolo" o cometiendo manejo, es decir, sujetándolo demasiado hacia la parte inferior durante el regate) y continúa regateando, el árbitro detiene el juego. La jugada, señala ya sea "doble regate" o "llevar", y entrega el balón al otro equipo. También se puede pedir un "doble regate" si el jugador intenta regatear con ambas manos al mismo tiempo.
El regate debe hacerse con las yemas de los dedos y los dedos deben estar relajados y separados. La muñeca debe empujar el balón y el antebrazo debe moverse hacia arriba y hacia abajo. Los manejadores hábiles lo hacen rebotar cerca del suelo, lo que reduce el riesgo de que un defensor se acerque para robarlo. Los regateadores expertos pueden regatear detrás de la espalda, entre las piernas y cambiar la velocidad del regate, haciendo que el jugador sea difícil de defender y abriendo opciones para pasar, disparar o conducir con el balón.
La Asociación Nacional de Entrenadores de Baloncesto (NABC, por sus siglas en inglés) fue fundada en 1927 para oponerse a un movimiento para eliminar el regate en este deporte.

## Waterpolo

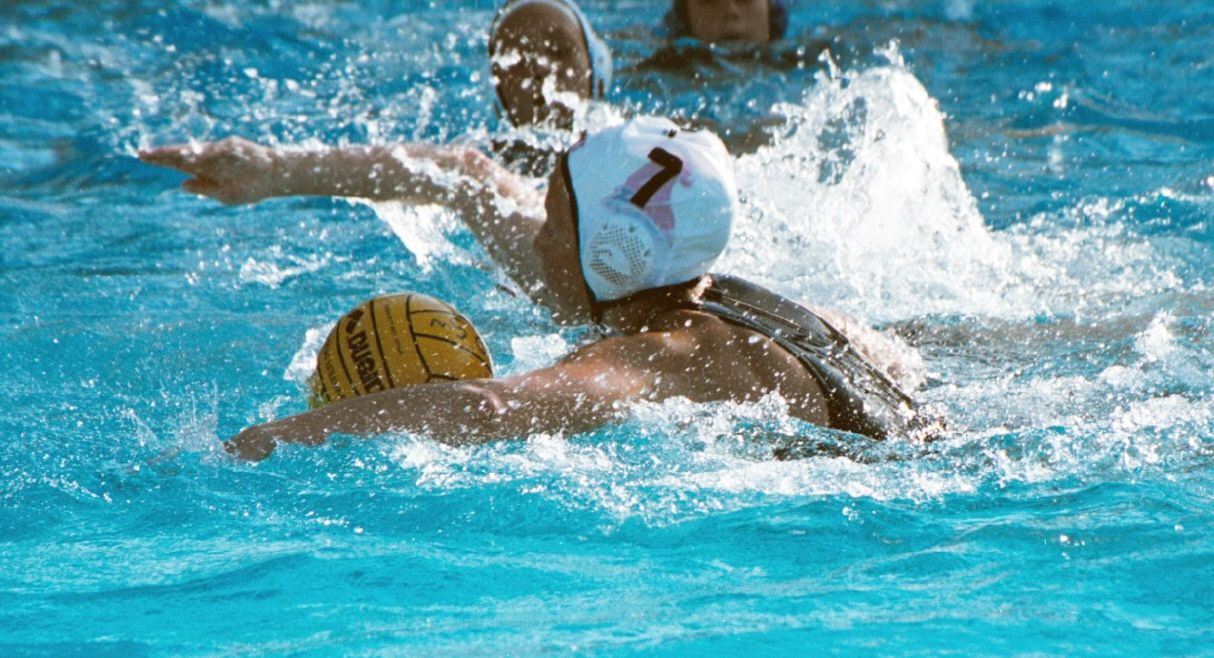
El atacante (7) avanza con el balón con dribbling.

En waterpolo, el regate es la técnica de mover la pelota mientras el jugador nada hacia adelante. La pelota es impulsada por delante del jugador con la estela creada alternando golpes de brazo y, a menudo, acompañada de empujones ocasionales con la nariz o la frente.  Dado que el contacto con la pelota es mínimo, esto crea una ventaja para el portador de la pelota que avanza la pelota; el defensor no puede hacer contacto a menos que el atacante esté tocando la pelota.
Usando golpes de brazo cortos y rápidos con los codos altos, el jugador que regatea a menudo puede proteger la pelota de los intentos de placaje del equipo contrario, particularmente aquellos que persiguen desde atrás o se acercan adyacentes. Esta técnica defensiva agresiva garantiza que cualquier intento de placaje, exitoso o no, corre el riesgo de lesionarse, ya que la Federación Internacional de Natación (FINA) considera legal el movimiento turbulento del codo, por lo que un jugador defensor debe evitar el contacto en sus intentos de robarle el balón al regateador.